# Ватан (деревня)
 Ватан  — деревня в Верхнеуслонском районе Татарстана. Входит в состав Вахитовского сельского поселения.

## География
Находится в западной части Татарстана на расстоянии приблизительно 14 км на юг-юго-запад от районного центра села Верхний Услон.

## История
Основана в 1923 году.

## Население
Постоянных жителей было в 1926 году — 97, в 1938 — 140, в 1949 — 190, в 1958 — 154, в 1970 — 111, в 1979 — 100, в 1989 — 49. Постоянное население составляло 36 человек (татары 94 %) в 2002 году, 24 в 2010.